# 維季姆高原
維季姆高原是俄羅斯的高原，由布里亞特共和國和外貝加爾邊疆區負責管轄，位於貝加爾湖以東200至350公里，最高點海拔高度1,753米，是維季姆河的發源地。